# اسكندر بروتشاي
اسكندر بروتشاي (بالألبانية: Skënder Bruçaj‏) هو المفتي العام السابق لألبانيا، ولد في 22 يونيو 1976 مالسي-ا-ماده في جمهورية ألبانيا الشعبية الاشتراكية.